# Colfax (geslacht)
Colfax is een geslacht van kevers uit de familie van de loopkevers (Carabidae). De wetenschappelijke naam van het geslacht is voor het eerst geldig gepubliceerd in 1920 door Andrewes.

## Soorten
Het geslacht Colfax is monotypisch en omvat slechts de volgende soort:
- Colfax stewensi Andrewes, 1920